# Auferstehungskirche (Stenn)

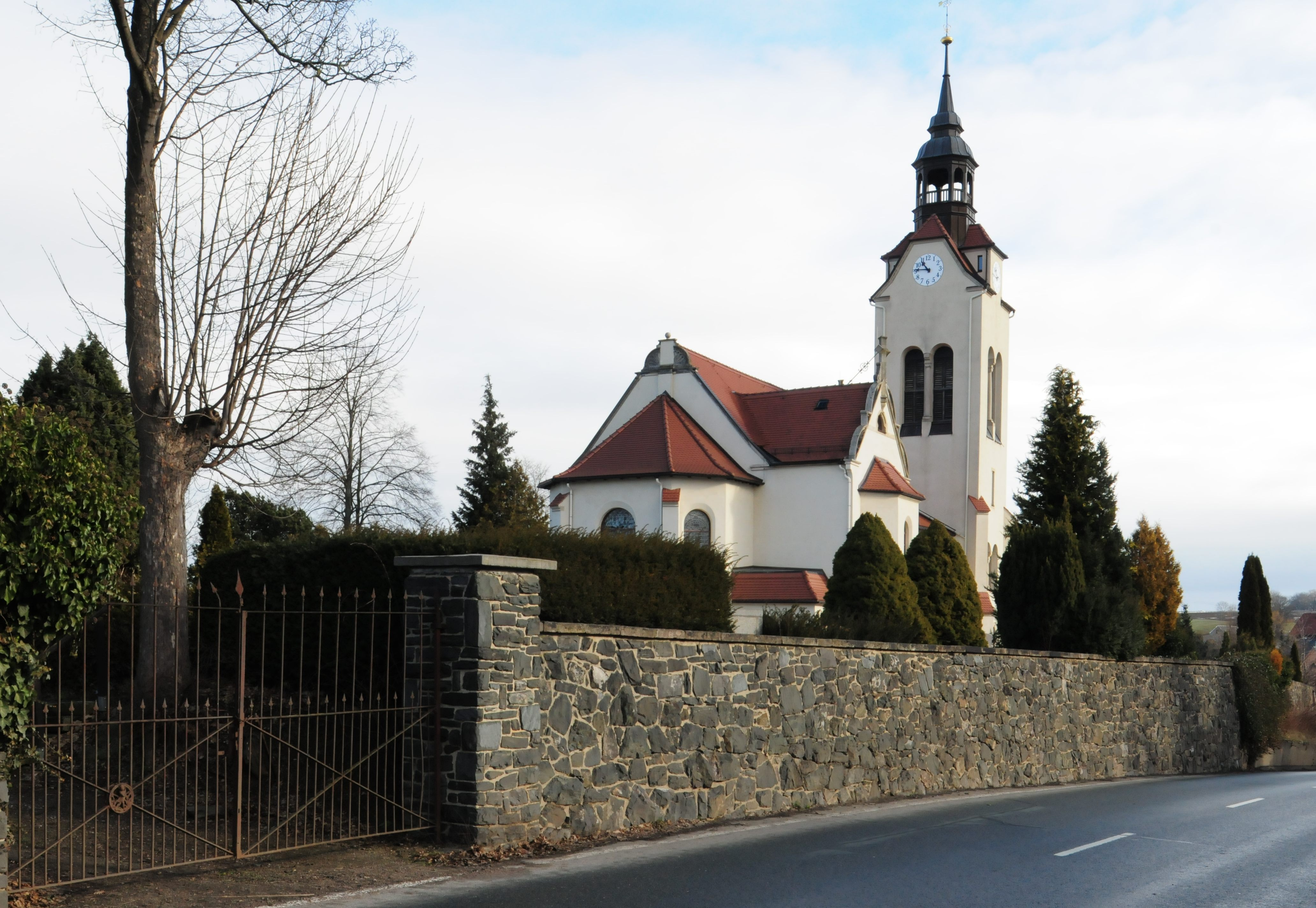
Auferstehungskirche Stenn

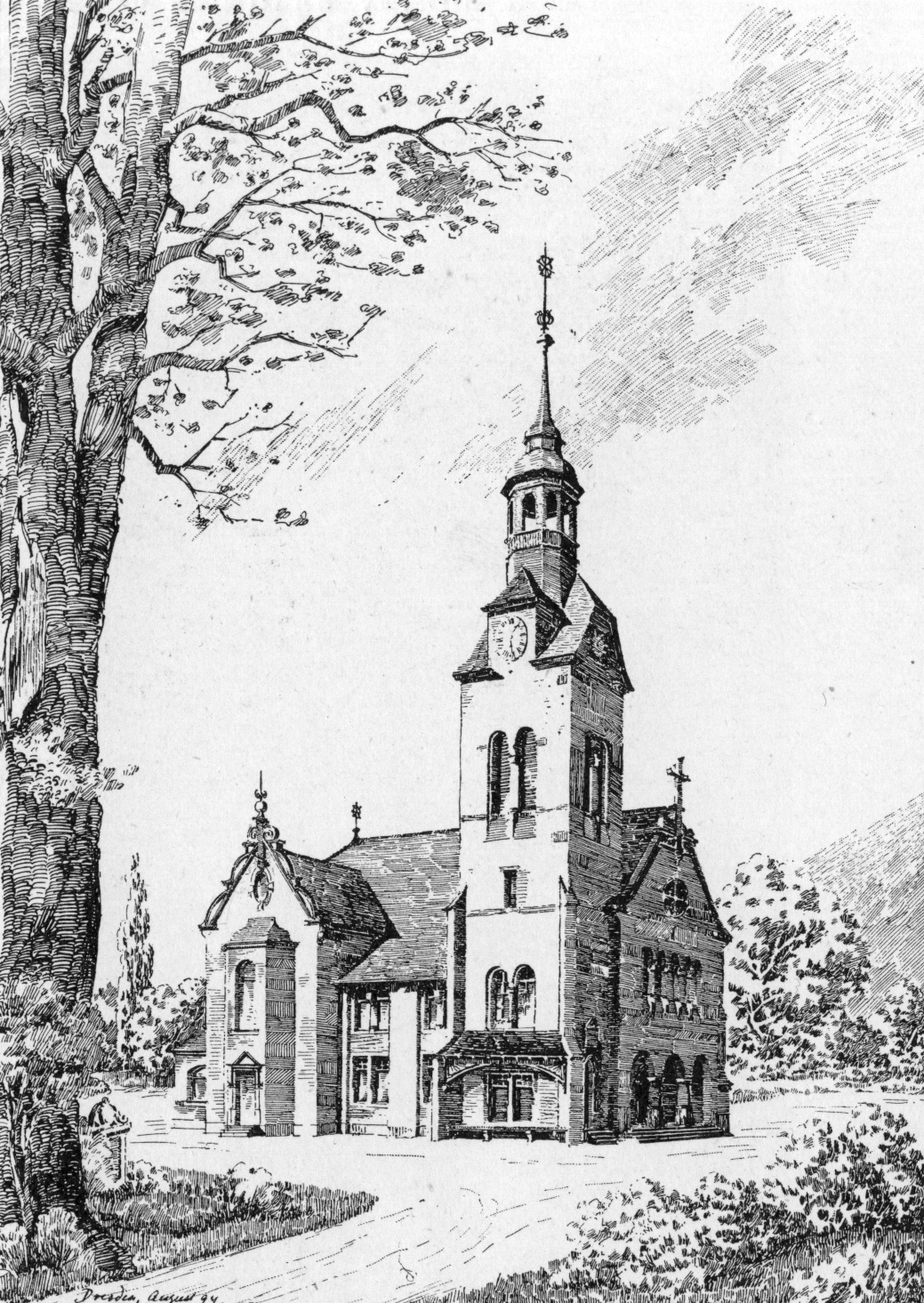
Auferstehungskirche Stenn, Entwurf 1894

Die Auferstehungskirche ist die evangelisch-lutherische Pfarrkirche von Stenn, einem Ortsteil von Lichtentanne im Landkreis Zwickau in Sachsen. Sie gehört der Evangelisch-Lutherischen Landeskirche Sachsens an. Ihren heutigen Namen erhielt sie 2004.

## Architektur
Der in Randlage des Ortes gelegene Kirchenbau wurde anstelle der 1895 abgebrochenen gotischen Pfarrkirche St. Leonhard durch das Dresdener Architekturbüro Schilling & Graebner errichtet und am 9. November 1896 geweiht. Bei einem Sturm wurde am 29. Dezember 1974 der Turmaufsatz zerstört und am 7. September 2002 wieder aufgesetzt. Die asymmetrisch angelegte, nach Westen ausgerichtete Saalkirche mit südseitig angesetztem Turm, Emporenanbau, Flügelbau und polygonalem Chorschluss in lebhafter Baukörperformation ist im Stil der Neorenaissance ausgeführt. Die östliche Eingangsfassade besitzt eine offene Vorhalle. Der Kirchenraum ist durch seine gewölbte und bemalte Holzdecke bestimmt.

## Ausstattung
Das von Bruno Urban geschaffene mittlere Chorfenster zeigt die Himmelfahrt Christi, die beiden seitlichen jeweils Bergleute und Bauern, im Schiff jeweils Brustbilder von Johannes dem Evangelisten, Petrus und Paulus. Das Altarbild mit Christus am Ölberg schuf Paul Pötsch, die Bilder von Melanchthon und Luther Raphael Wehle aus Dresden.
Die historische Kirche besaß eine Orgel der Orgelbauerfamilie Trampeli aus Adorf, die beim Kirchenneubau durch ein Instrument des Orgelbauers Paul Schmeisser ersetzt wurde. Im Zuge der Wiederherstellungsarbeiten wurde 1991 eine neue Orgel eingebaut.
Das ursprüngliche Geläut von drei Bronzeglocken wurde 1917 bei der Glockenabgabe im Ersten Weltkrieg eingezogen und 1921 durch drei vom Bochumer Verein gegossene Stahlglocken ersetzt. Am 9. Oktober 2022 wurde nach einer umfangreichen Turm- und Glockenstuhlsanierung ein neues Bronzegeläut geweiht.